# OGLE 2003-BLG-235L
OGLE 2003-BLG-235L是一顆位於人馬座的恆星，距離地球16,000光年。在2004年，OGLE和MOA兩個天文研究小組以重力透鏡的方式，共同在這顆恆星身上發現一顆行星，它被編為 "OGLE 2003-BLG-235Lb"。

## 相關網站
- Notes for OGLE 2003-BLG-235